# Мирошников, Михаил Александрович
Михаи́л Алекса́ндрович Миро́шников  (27 февраля 1925, Сумы, Харьковская губерния, УССР, СССР — 5 ноября 2016, Арзамас, Нижегородская область, Россия) — советский хозяйственный деятель и авиаконструктор, главный конструктор ОКБ «Темп», почётный гражданин города Арзамаса.

## Биография
Мирошников Михаил Александрович родился 27 февраля 1925 года в городе Сумы Харьковской губернии.
В 1943 году окончил Московский авиационный институт и начал трудовую деятельность.
C 1949 по 1959 годы работал в конструкторском бюро в городе Павлово Нижегородской области.
В 1959 году переехал в Арзамас, и по рекомендации областного руководства его назначили главным конструктором создаваемого конструкторского бюро.
C 1959 по 1991 годы главный конструктор ОКБ «Темп»  в городе Арзамас Нижегородской области.

## Награды и звания
- Орден Трудового Красного Знамени
- Орден Октябрьской Революции
- Орден «Знак Почета»
- Медаль «За доблестный труд в ознаменовании 100-летия со дня рождения В. И. Ленина»,

всего десять медалей.
За выдающиеся достижения в разработке новой техники ему трижды в 1974, 1982 и 1988 годах присваивалось звание «Лауреат Государственной премии СССР».
В июле 1989 года М. А. Мирошникову присвоено звание «Почётный гражданин города Арзамас».

## Смерть
Скончался 5 ноября 2016 года в Арзамасе. Похоронен на Тихвинском кладбище Арзамаса.